# Gladhammars kapell
Gladhammars kapell är en kyrkobyggnad i Gladhammar och Lunds by i Linköpings stift. Byggnaden tillhör Gladhammar-Västrums församling och ligger omkring hundra meter sydost om Gladhammars kyrka. Omkring kapellet finns en kyrkogård som har varit socknens begravningsplats sedan medeltiden.

## Kyrkobyggnaden
Kapellet är uppfört på ungefär samma plats där Gladhammars gamla kyrka låg. Träkyrkan var uppförd på 1300-talet eller 1400-talet och bestod av rektangulärt långhus med ett smalare rakt avslutat kor i öster. I väster fanns ett vapenhus av trä och i norr en sakristia av sten. Träkyrkan revs 1889 när nuvarande kyrka hade tagits i bruk.
Kapellet uppfördes 1936–1938 efter ritningar av arkitekt Johannes Dahl, Tranås. Till sin form skulle kapellet efterlikna den gamla kyrkan. Den består av ett långhus med nord-sydlig orientering. Vid södra kortsidan finns ett lägre och smalare vapenhus. Vid norra kortsidan finns en lägre och smalare sakristia. Kapellets ytterväggar och yttertak är belagda med skiffer istället för träspån som den gamla kyrkan var belagd med.

## Inventarier
- På norra väggen hänger en altartavla i barockstil, daterad till 1643. Altartavlan skänktes av Johan Sparre till gamla kyrkan.
- Nuvarande orgel är installerad 1994.